# Live at the BBC
Live at the BBC – trzeci koncertowy album Dire Straits (po Alchemy i On the Night). Został wydany w 1995, choć znajduje się na nim materiał nagrany od lipca 1978 do stycznia 1981. Album zawiera głównie utwory z pierwszego albumu Dire Straits, nagrane dla radia BBC. W jego skład wchodzi również jedyny z utworów wykonywanych przez Dire Straits, który nie został napisany przez Marka Knopflera: "What's the Matter Baby" (autorstwa brata Marka, Davida).
Album zamyka utwór "Tunnel of Love", który w bardziej rozbudowanej wersji (dodano instrumenty klawiszowe) znalazł się na trzecim albumie Dire Straits, zatytułowanym Making Movies.

## Lista utworów
1. "Down to the Waterline"
2. "Six Blade Knife"
3. "Water of Love"
4. "Wild West End"
5. "Sultans of Swing"
6. "Lions"
7. "What's The Matter Baby?"
8. "Tunnel of Love"